# Robert Kobliaszwili
Robert Kobliaszwili (gruz. რობერტ კობლიაშვილი; 6 grudnia 1993) – gruzinśki zapaśnik walczący w stylu klasycznym. Dwukrotny olimpijczyk. Zajął dziewiąte miejsce w Rio de Janeiro 2016 w kategorii 85 kg i piętnaste w Paryżu 2024 w kategorii do 97 kg.
Brązowy medalista mistrzostw świata w 2017 i 2018. Mistrz Europy w 2018; drugi w 2016 i trzeci w 2022. Siódmy na igrzyskach europejskich w 2019. Trzeci na mistrzostwach Europy juniorów w 2013 i 2014 roku.